# Prêmios recebidos pela Portela
A lista de prêmios recebidos pela Portela reúne as premiações extraoficiais e as condecorações recebidas pelo Grêmio Recreativo Escola de Samba Portela. A escola foi fundada como um bloco carnavalesco em 11 de abril de 1923, no bairro de Oswaldo Cruz. Mudou de nome por duas vezes - "Quem Nos Faz É o Capricho" e "Vai Como Pode" -, até assumir definitivamente a denominação Portela, em 1935. A escola é a maior vencedora do carnaval carioca, com 22 títulos de campeã.
A Portela é uma das maiores vencedoras do prêmio Estandarte de Ouro, considerado o "óscar do carnaval carioca". Também conquistou diversos outros prêmios como Tamborim de Ouro; S@mba-Net; Estrela do Carnaval; Troféu SRzd; Gato de Prata; Prêmio Plumas & Paetês; Troféu Tupi; entre outros. Em 2001, a escola foi condecorada com a Ordem do Mérito Cultural.

## Estandarte de Ouro
O Estandarte de Ouro é o mais antigo e importante prêmio extraoficial do carnaval do Rio de Janeiro, sendo conhecido como "Óscar do samba" ou "Óscar do carnaval", numa referência ao Óscar. Sua primeira edição foi realizada em 1972. É organizado e oferecido pelos jornais O Globo e Extra. Contempla a primeira e a segunda divisão do carnaval. Os vencedores são escolhidos por um júri formado por jornalistas, repórteres e colunistas do Jornal O Globo, da Rede Globo e da Rádio Globo; além de artistas ligados à música e às artes.

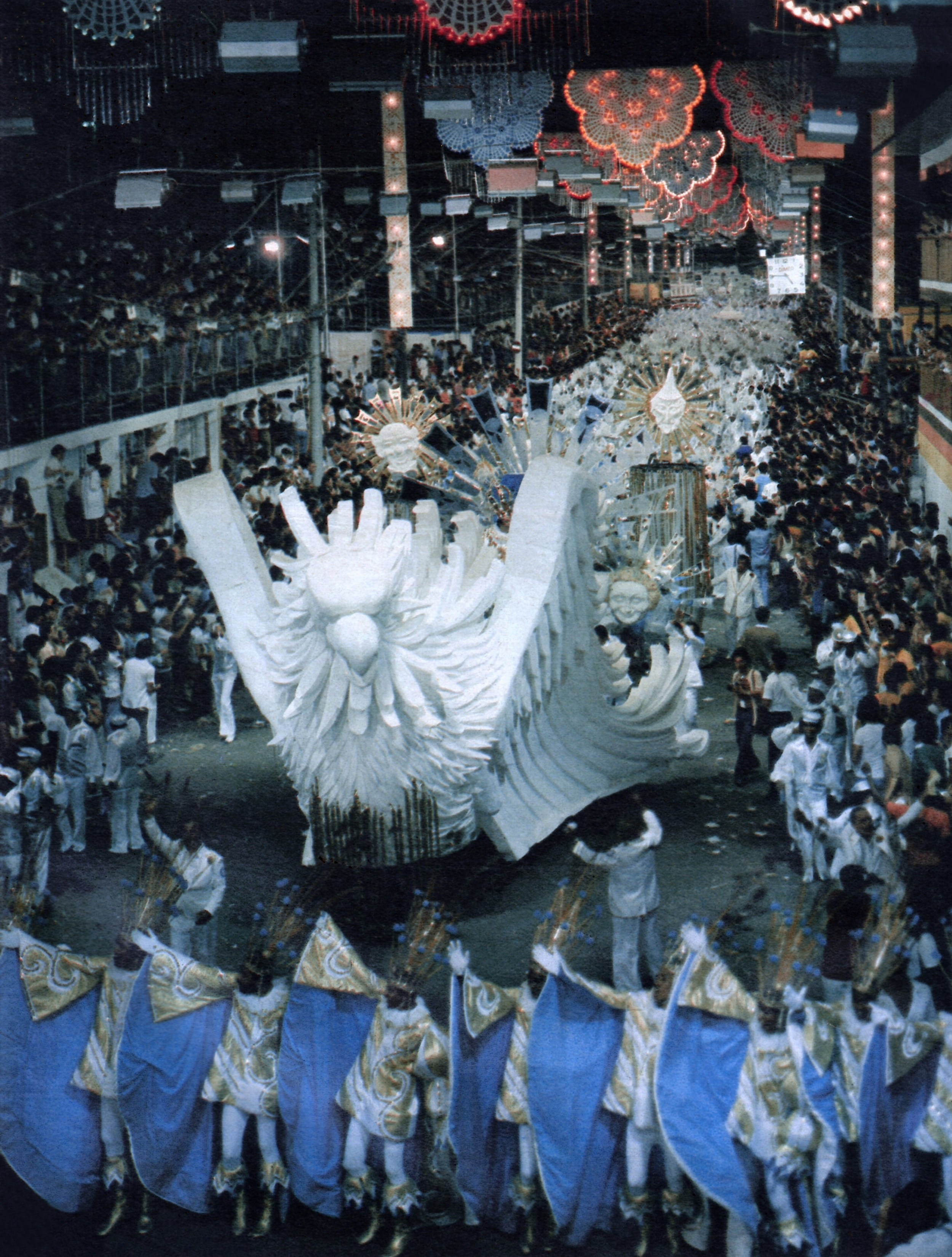
Desfile da Portela no carnaval de 1979, ano em que recebeu seu segundo Estandarte de Ouro de melhor escola. Na mesma edição a agremiação recebeu outros cinco Estandartes.

### Prêmios por categoria

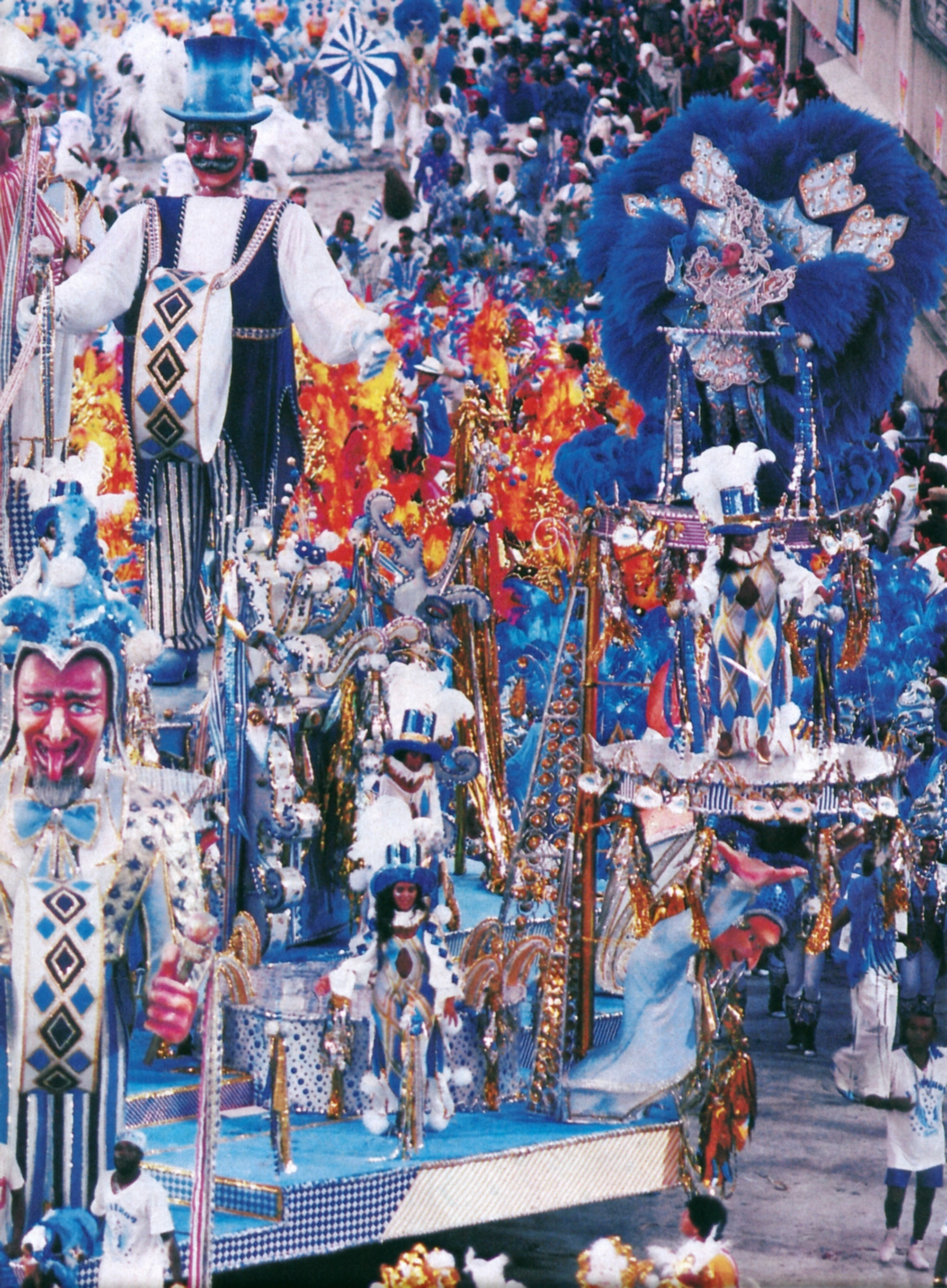
Desfile da Portela no carnaval de 1995, ano em que recebeu seu quarto Estandarte de Ouro de melhor escola.

| Categoria                                             | Total | Ano                                                  |
| ----------------------------------------------------- | ----- | ---------------------------------------------------- |
| Melhor Escola                                         | 5     | 1976, 1979, 1980, 1995, 2024                         |
| Samba-enredo                                          | 9     | 1975, 1979, 1981, 1987, 1991, 1995, 1998, 2012, 2016 |
| Enredo                                                | 1     | 2024                                                 |
| Bateria                                               | 5     | 1972, 1986, 2010, 2012, 2013                         |
| Intérprete                                            | 5     | 1983, 1995, 2012, 2019, 2022                         |
| Mestre-sala                                           | 1     | 1974                                                 |
| Porta-bandeira                                        | 4     | 1977, 1978, 1979, 2022                               |
| Comissão de Frente                                    | 5     | 1981, 1982, 1991, 2001, 2019                         |
| Melhor Ala                                            | 6     | 1974, 1979, 1986, 1991, 2014, 2022                   |
| Personalidade                                         | 6     | 1990, 2004, 2016, 2022, 2023, 2024                   |
| Revelação                                             | 5     | 1991, 2005, 2006, 2007, 2015                         |
| Inovação                                              | 2     | 2020, 2023                                           |
| Prêmio Especial                                       | 1     | 2023                                                 |
| Destaque do Público                                   | 1     | 2025                                                 |
| Passista Feminino (Categoria extinta em 2019)         | 6     | 1977, 1979, 1980, 1990, 2008 e 2012                  |
| Passista Masculino (Categoria extinta em 2019)        | 6     | 1978, 1979, 1988, 1998, 2007 e 2012                  |
| Destaque Feminino (Categoria extinta em 1986)         | 2     | 1973 e 1986                                          |
| Comunicação com o Público (Categoria extinta em 1983) | 1     | 1980                                                 |
| Total até 2025: 71 prêmios                            |       |                                                      |

### Relação completa
| Ano  | Categoria premiada                                                                  | C  | Referência    |
| ---- | ----------------------------------------------------------------------------------- | -- | ------------- |
| 1972 | Bateria                                                                             | 1  | [ 5 ]         |
| 1973 | Destaque Feminino (Tia Vicentina)                                                   | 2  | [ 6 ]         |
| 1974 | Mestre-sala (Bagdá)                                                                 | 3  | [ 7 ]         |
| 1974 | Melhor Ala (Ala de Baianas)                                                         | 4  | [ 7 ]         |
| 1975 | Samba-enredo ("Macunaíma, Herói de Nossa Gente")                                    | 5  | [ 8 ]         |
| 1976 | Melhor Escola                                                                       | 6  | [ 9 ]         |
| 1977 | Porta-Bandeira (Vilma Nascimento)                                                   | 7  | [ 10 ]        |
| 1977 | Passista Feminino (Nega Pelé)                                                       | 8  | [ 10 ]        |
| 1978 | Porta-Bandeira (Vilma Nascimento)                                                   | 9  | [ 11 ]        |
| 1978 | Passista Masculino (Jerônymo Patrocínio)                                            | 10 | [ 11 ]        |
| 1979 | Melhor Escola                                                                       | 11 | [ 12 ]        |
| 1979 | Samba-enredo ("Incrível, Fantástico, Extraordinário")                               | 12 | [ 12 ]        |
| 1979 | Porta-Bandeira (Vilma Nascimento)                                                   | 13 | [ 12 ]        |
| 1979 | Melhor Ala (Velha Guarda)                                                           | 14 | [ 12 ]        |
| 1979 | Passista Feminino (Denise)                                                          | 15 | [ 12 ]        |
| 1979 | Passista Masculino (Marcelo)                                                        | 16 | [ 12 ]        |
| 1980 | Melhor Escola                                                                       | 17 | [ 13 ]        |
| 1980 | Melhor Comunicação com o Público                                                    | 18 | [ 13 ]        |
| 1980 | Passista Feminino (Nívea)                                                           | 19 | [ 13 ]        |
| 1981 | Samba-enredo ("Das Maravilhas do Mar, Fez-se o Esplendor de Uma Noite")             | 20 | [ 14 ]        |
| 1981 | Comissão de Frente                                                                  | 21 | [ 14 ]        |
| 1982 | Comissão de Frente                                                                  | 22 | [ 15 ]        |
| 1983 | Intérprete (Silvinho da Portela)                                                    | 23 | [ 16 ]        |
| 1986 | Bateria                                                                             | 24 | [ 17 ]        |
| 1986 | Destaque Feminino (Dodô da Portela)                                                 | 25 | [ 17 ]        |
| 1986 | Melhor Ala ("Luxo do Lixo")                                                         | 26 | [ 17 ]        |
| 1987 | Samba-enredo ("Adelaide, a Pomba da Paz")                                           | 27 | [ 18 ]        |
| 1988 | Passista Masculino (Gilson)                                                         | 28 | [ 19 ]        |
| 1990 | Passista Feminino (Solange Couto)                                                   | 29 | [ 20 ]        |
| 1990 | Personalidade (Cláudio Bernardo da Costa - um dos fundadores da escola)             | 30 | [ 20 ]        |
| 1991 | Samba-enredo ("Tributo à Vaidade")                                                  | 31 | [ 21 ]        |
| 1991 | Comissão de Frente                                                                  | 32 | [ 21 ]        |
| 1991 | Melhor Ala (Ala das Damas)                                                          | 33 | [ 21 ]        |
| 1991 | Revelação (Patrícia - primeira porta-bandeira)                                      | 34 | [ 21 ]        |
| 1995 | Melhor Escola                                                                       | 35 | [ 22 ]        |
| 1995 | Samba-enredo ("Gosto que Me Enrosco")                                               | 36 | [ 22 ]        |
| 1995 | Intérprete (Rixxah)                                                                 | 37 | [ 22 ]        |
| 1998 | Samba-enredo ("Os Olhos da Noite")                                                  | 38 | [ 23 ]        |
| 1998 | Passista Masculino (Cláudio Lima)                                                   | 39 | [ 23 ]        |
| 2001 | Comissão de Frente                                                                  | 40 | [ 24 ]        |
| 2004 | Personalidade (Dodô da Portela)                                                     | 41 | [ 25 ]        |
| 2005 | Revelação (Bruno Ribas - intérprete)                                                | 42 | [ 26 ]        |
| 2006 | Revelação (Nilo Sérgio - mestre de bateria)                                         | 43 | [ 27 ]        |
| 2007 | Passista Masculino (Ruanderson Santos)                                              | 44 | [ 28 ]        |
| 2007 | Revelação (Alessandra Bessa - primeira porta-bandeira)                              | 45 | [ 28 ]        |
| 2008 | Passista Feminino (Ana Paula)                                                       | 46 | [ 29 ]        |
| 2010 | Bateria                                                                             | 47 | [ 30 ]        |
| 2012 | Samba-enredo ("...E o Povo na Rua Cantando... É Feito Uma Reza, Um Ritual... ")     | 48 | [ 31 ]        |
| 2012 | Bateria                                                                             | 49 | [ 31 ]        |
| 2012 | Intérprete (Gilsinho)                                                               | 50 | [ 31 ]        |
| 2012 | Passista Feminino (Nilce Fran)                                                      | 51 | [ 31 ]        |
| 2012 | Passista Masculino (Valcir Pelé)                                                    | 52 | [ 31 ]        |
| 2013 | Bateria                                                                             | 53 | [ 32 ]        |
| 2014 | Melhor Ala (Ala das Damas)                                                          | 54 | [ 33 ]        |
| 2015 | Revelação (Alex Marcelino - primeiro mestre-sala)                                   | 55 | [ 34 ]        |
| 2016 | Samba-enredo ("No Voo da Águia, Uma Viagem Sem Fim...")                             | 56 | [ 35 ]        |
| 2016 | Personalidade (Monarco)                                                             | 57 | [ 35 ]        |
| 2019 | Comissão de Frente                                                                  | 58 | [ 36 ]        |
| 2019 | Intérprete (Gilsinho)                                                               | 59 | [ 36 ]        |
| 2020 | Inovação (Águia da Portela no abre-alas)                                            | 60 | [ 37 ]        |
| 2022 | Intérprete (Gilsinho)                                                               | 61 | [ 38 ]        |
| 2022 | Porta-bandeira (Lucinha Nobre)                                                      | 62 | [ 38 ]        |
| 2022 | Melhor Ala (Ala Tia Ciata)                                                          | 63 | [ 38 ]        |
| 2022 | Personalidade (Carlos Reis - destaque de luxo)                                      | 64 | [ 38 ]        |
| 2023 | Inovação (Pela utilização de drones formando nomes e palavras no início do desfile) | 65 | [ 39 ] [ 40 ] |
| 2023 | Personalidade (Irene Silva, ex-porta-bandeira)                                      | 66 | [ 39 ] [ 40 ] |
| 2023 | Prêmio Especial (Paulo da Portela)                                                  | 67 | [ 39 ] [ 40 ] |
| 2024 | Melhor Escola                                                                       | 68 | [ 41 ]        |
| 2024 | Enredo ("Um Defeito de Cor")                                                        | 69 | [ 41 ]        |
| 2024 | Personalidade (Vilma Nascimento, ex-porta bandeira)                                 | 70 | [ 41 ]        |
| 2025 | Destaque do Público (Show de drones formando um sol no céu)                         | 71 | [ 42 ]        |

## Estrela do Carnaval
Estrela do Carnaval é uma premiação organizada e concedida pelo site Carnavalesco à primeira e segunda divisões do carnaval carioca. Sua primeira edição foi realizada em 2008. Até 2011 foi realizada em parceria com o site SRZD. Os premiados são escolhidos por jornalistas, comentaristas, radialistas e fotógrafos que fazem a cobertura dos desfiles das escolas de samba.

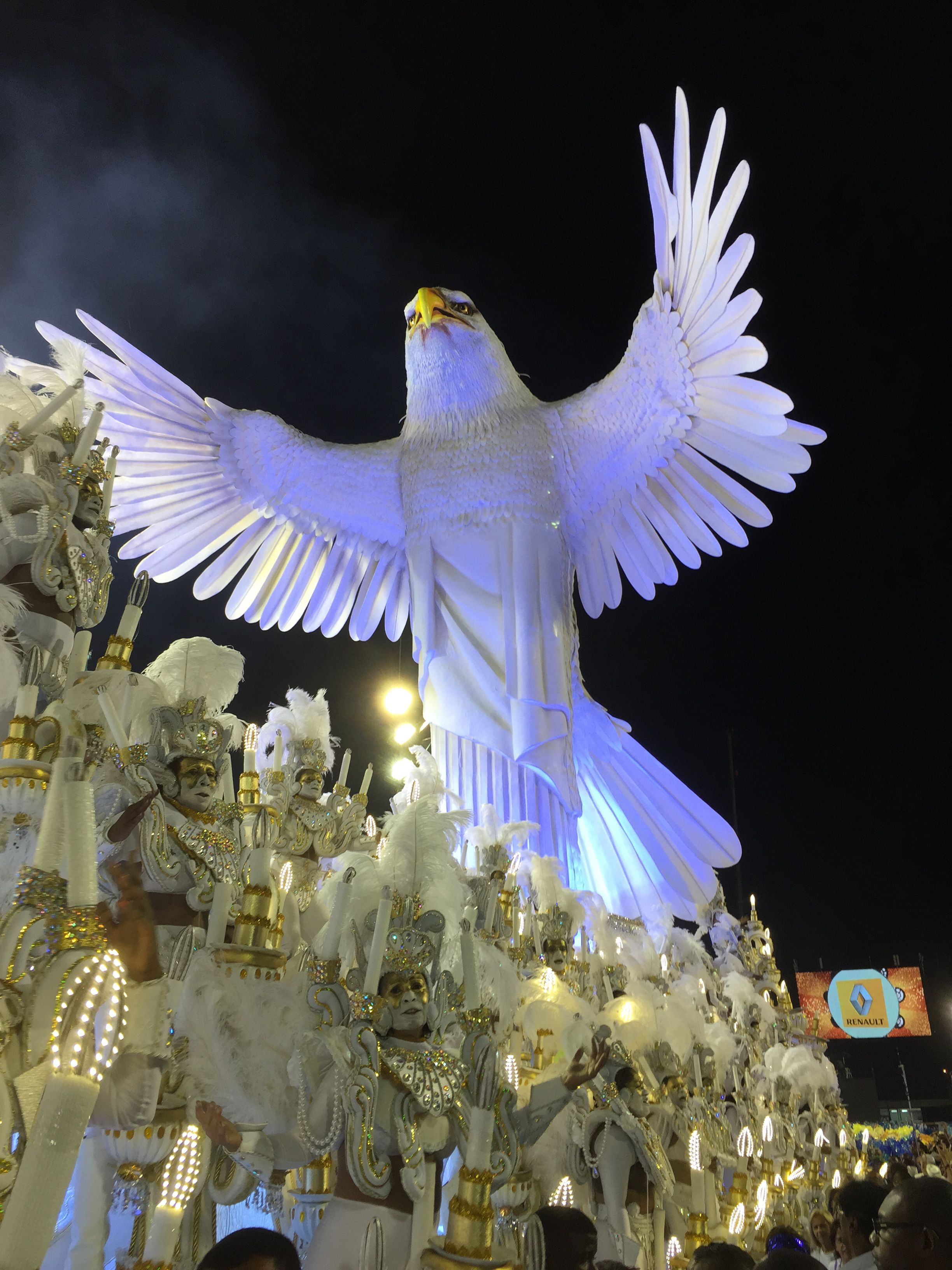
"Águia redentora" de 2015 recebeu o prêmio Estrela do Carnaval de Originalidade.

| Ano  | Categoria premiada                                                              | C  | Referência           |
| ---- | ------------------------------------------------------------------------------- | -- | -------------------- |
| 2009 | Melhor escola para Associação dos Correspondentes Estrangeiros                  | 1  | [ 43 ] [ 44 ] [ 45 ] |
| 2011 | Intérprete (Gilsinho)                                                           | 2  | [ 43 ] [ 46 ] [ 47 ] |
| 2011 | Passista Feminino (Ana Paula)                                                   | 3  | [ 43 ] [ 46 ] [ 47 ] |
| 2012 | Samba-enredo ("...E o Povo na Rua Cantando... É Feito Uma Reza, Um Ritual... ") | 4  | [ 43 ] [ 48 ] [ 49 ] |
| 2012 | Bateria                                                                         | 5  | [ 43 ] [ 48 ] [ 49 ] |
| 2012 | Mestre-sala e Porta-bandeira (Rogerinho e Lucinha Nobre)                        | 6  | [ 43 ] [ 48 ] [ 49 ] |
| 2013 | Passista Feminino (Mariana)                                                     | 7  | [ 43 ] [ 50 ]        |
| 2014 | Melhor Desfile                                                                  | 8  | [ 51 ]               |
| 2014 | Samba-enredo ("Um Rio de Mar a Mar: Do Valongo à Glória de São Sebastião")      | 9  | [ 51 ]               |
| 2014 | Passista Feminino (Nanda)                                                       | 10 | [ 51 ]               |
| 2014 | Passista Masculino (Renato)                                                     | 11 | [ 51 ]               |
| 2015 | Originalidade ("Águia Redentora")                                               | 12 | [ 52 ]               |
| 2016 | Melhor Desfile                                                                  | 13 | [ 53 ]               |
| 2016 | Samba-enredo ("No Voo da Águia, Uma Viagem Sem Fim...")                         | 14 | [ 53 ]               |
| 2016 | Ala de Passistas                                                                | 15 | [ 53 ]               |
| 2017 | Ala de Passistas                                                                | 16 | [ 54 ]               |
| 2019 | Intérprete (Gilsinho)                                                           | 17 | [ 55 ]               |
| 2020 | Ala de Passistas                                                                | 18 | [ 56 ]               |
| 2022 | Mestre-sala e Porta-bandeira (Marlon Lamar e Lucinha Nobre)                     | 19 | [ 57 ]               |
| 2024 | Enredo ("Um Defeito de Cor")                                                    | 20 | [ 58 ]               |

## Fala Galera Carna Insta
Fala Galera Carna Insta é um prêmio concedido desde 2022 pelo site carnainsta junto com o canal Fala Galera às escolas de samba da primeira e da segunda divisão do carnaval carioca.
| Ano  | Categoria premiada           | C | Referência |
| ---- | ---------------------------- | - | ---------- |
| 2022 | Intérprete (Gilsinho)        | 1 | [ 59 ]     |
| 2024 | Enredo ("Um Defeito de Cor") | 2 | [ 60 ]     |

## Feras da Sapucaí
Feras da Sapucaí é um prêmio concedido desde 2022 pela revista Feras do Carnaval às escolas de samba da primeira e da segunda divisão do carnaval carioca.
| Ano  | Categoria premiada                     | C | Referência |
| ---- | -------------------------------------- | - | ---------- |
| 2022 | Rainha de Bateria (Bianca Monteiro)    | 1 | [ 61 ]     |
| 2022 | Ícone do Samba na Europa (Pipa Brasey) | 2 | [ 61 ]     |

## Gato de Prata
Troféu Gato de Prata é um prêmio idealizado e concedido pelo cantor, compositor e jornalista Tico do Gato à primeira e segunda divisões do carnaval carioca. Sua primeira edição foi realizada em 2010. A escolha dos contemplados é feita por jornalistas, comentaristas, radialistas e fotógrafos que fazem a cobertura dos desfiles das escolas de samba.

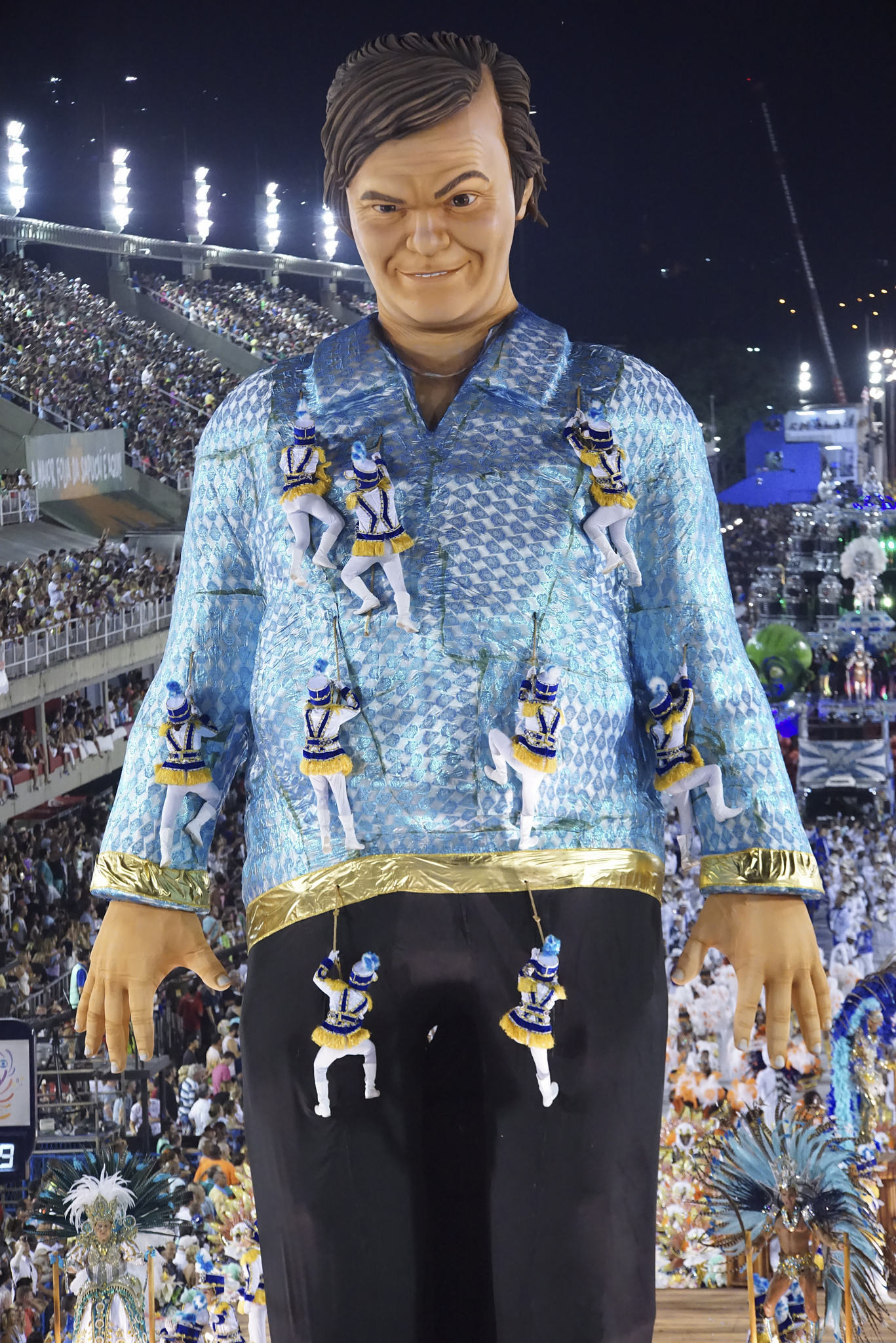
Alegoria do Gigante Gulliver recebeu o Troféu Gato de Prata de Originalidade.

| Ano  | Categoria premiada                                                                             | C  | Referência    |
| ---- | ---------------------------------------------------------------------------------------------- | -- | ------------- |
| 2010 | Bateria                                                                                        | 1  | [ 63 ]        |
| 2010 | Passista Revelação (Adriana Santanna)                                                          | 2  | [ 63 ]        |
| 2012 | Samba-enredo ("...E o Povo na Rua Cantando... É Feito Uma Reza, Um Ritual... ")                | 3  | [ 64 ]        |
| 2012 | Intérprete (Gilsinho)                                                                          | 4  | [ 64 ]        |
| 2013 | Ala de Passistas Feminino                                                                      | 5  | [ 65 ] [ 66 ] |
| 2013 | Ala de Passistas Masculino                                                                     | 6  | [ 65 ] [ 66 ] |
| 2013 | Homenagem Especial (Torcida Organizada da Portela)                                             | 7  | [ 65 ] [ 66 ] |
| 2014 | Melhor Escola                                                                                  | 8  | [ 67 ]        |
| 2014 | Diretor de Carnaval (Luiz Carlos Bruno)                                                        | 9  | [ 67 ]        |
| 2014 | Direção de Harmonia (Luiz Carlos Bruno e Jorge Ipanema)                                        | 10 | [ 67 ]        |
| 2014 | Originalidade (Tripé "Gigante Adormecido")                                                     | 11 | [ 67 ]        |
| 2015 | Melhor comunicação com o público                                                               | 12 | [ 68 ]        |
| 2015 | Ala de Baianas                                                                                 | 13 | [ 68 ]        |
| 2015 | Compositor (Noca da Portela)                                                                   | 14 | [ 68 ]        |
| 2015 | Destaque (Aílton Graça como Madame Satã)                                                       | 15 | [ 68 ]        |
| 2015 | Originalidade ("Águia Redentora")                                                              | 16 | [ 68 ]        |
| 2016 | Melhor Escola                                                                                  | 17 | [ 69 ]        |
| 2016 | Melhor comunicação com o público                                                               | 18 | [ 69 ]        |
| 2016 | Carnavalesco (Paulo Barros)                                                                    | 19 | [ 69 ]        |
| 2016 | Ala de Passistas Feminino                                                                      | 20 | [ 69 ]        |
| 2016 | Harmonia                                                                                       | 21 | [ 69 ]        |
| 2016 | Originalidade (Alegoria do "Gigante Gulliver")                                                 | 22 | [ 69 ]        |
| 2017 | Destaque de Luxo (Carlos Reis)                                                                 | 23 | [ 70 ]        |
| 2017 | Melhor Harmonia                                                                                | 24 | [ 70 ]        |
| 2018 | Melhor Harmonia                                                                                | 25 | [ 71 ]        |
| 2019 | Intérprete (Gilsinho)                                                                          | 26 | [ 72 ]        |
| 2019 | Direção de Carnaval (Fábio Pavão, Claudinho Portela, Marcos Aurélio Fernandes e Junior Schall) | 27 | [ 72 ]        |
| 2019 | Ala de Passistas Feminino                                                                      | 28 | [ 72 ]        |
| 2020 | Ala de Baianas                                                                                 | 29 | [ 73 ]        |
| 2022 | Destaque de Luxo (Carlos Reis)                                                                 | 30 | [ 74 ]        |
| 2023 | Ala de Baianas                                                                                 | 31 | [ 75 ]        |
| 2024 | Enredo ("Um Defeito de Cor")                                                                   | 32 | [ 76 ]        |

## Machine - Bastidores do Carnaval Carioca
O Prêmio Machine - Bastidores do Carnaval Carioca é uma premiação idealizada por Cátia Calixto, com coordenação de Denise Pinto Pereira e Elizabeth Rodrigues, concedida aos profissionais técnicos que atuam no Sambódromo da Marquês de Sapucaí. O prêmio foi criado em homenagem à José Carlos Farias Caetano ("Machine"), conhecido como Síndico da Passarela. Sua primeira edição foi realizada em 2016. A escolha dos contemplados é feita pelos coordenadores do prêmio e pelo júri técnico formado por personalidades ligadas ao samba e ao carnaval.
| Ano  | Categoria premiada                                                                                             | Referência |
| ---- | --- | ---------- |
| 2016 | Torcidas Organizadas (Guerreiros da Águia, Amigos da Águia, Guardiões da Águia, Nação Portelense e Portelamor) | [ 78 ]     |
| 2017 | Velha Guarda da Portela                                                                                        | [ 79 ]     |

## Passista Samba no Pé
O Prêmio Passista Samba no Pé é destinado exclusivamente ao segmento de passistas do carnaval do Rio de Janeiro, sendo oferecido pelo portal Passista Samba no Pé. Contempla a primeira e segunda divisão do carnaval. Sua primeira edição foi realizada em 2016. A escolha dos contemplados é realizada pelos coordenadores do prêmio.
| Ano  | Categoria premiada                     | Referência |
| ---- | -------------------------------------- | ---------- |
| 2016 | Passista Masculino (Felipe Nascimento) | [ 80 ]     |
| 2017 | Passista Feminino (Thai Rodrigues)     | [ 81 ]     |
| 2020 | Passista Revelação Mirim (Ana Giulia)  | [ 82 ]     |

## Plumas & Paetês Cultural
O Prêmio Plumas & Paetês Cultural é uma premiação concedida desde 2005 à técnicos e profissionais que trabalham nos bastidores do carnaval carioca.
| Ano  | Categoria                       | Premiado(a)                                                                       | C  | Referência |
| ---- | ------------------------------- | --------------------------------------------------------------------------------- | -- | ---------- |
| 2005 | Destaque Feminino               | Rogéria Meneguel                                                                  | 1  | [ 84 ]     |
| 2007 | Destaque Masculino              | Carlos Reis                                                                       | 2  | [ 85 ]     |
| 2008 | Carnavalesco                    | Cahê Rodrigues                                                                    | 3  | [ 86 ]     |
| 2008 | Carpinteiro                     | Edson Lima "Futica"                                                               | 4  | [ 86 ]     |
| 2008 | Escultor                        | Glauco Bernadi                                                                    | 5  | [ 86 ]     |
| 2009 | Destaque Masculino              | Carlos Reis                                                                       | 6  | [ 87 ]     |
| 2010 | Personalidade                   | Dodô da Portela                                                                   | 7  | [ 88 ]     |
| 2011 | Destaque Masculino              | Carlos Reis                                                                       | 8  | [ 89 ]     |
| 2012 | Compositores                    | Luiz Carlos Máximo, Naldo, Toninho Nascimento e Wanderley Monteiro                | 9  | [ 90 ]     |
| 2012 | Destaque Masculino              | Carlos Reis                                                                       | 10 | [ 90 ]     |
| 2012 | Gestor de Ateliê                | Fernando Magalhães                                                                | 11 | [ 90 ]     |
| 2014 | Pesquisador                     | Rogério Rodrigues                                                                 | 12 |            |
| 2014 | Escultor e Movimentos Especiais | Rossi Amoedo                                                                      | 13 |            |
| 2014 | Iluminador                      | Sérgio Damião                                                                     | 14 |            |
| 2014 | Gestor de Ateliê                | Edmilson Lima                                                                     | 15 |            |
| 2014 | Destaque de Luxo                | Carlos Reis                                                                       | 16 |            |
| 2015 | Compositores                    | Noca da Portela, Celso Lopes, Charlles André, Vinícius Ferreira e Xandy Azevedo   | 17 |            |
| 2015 | Desenhistas                     | Gabriel Haddad e Monclair Filho                                                   | 18 |            |
| 2015 | Escultor e Movimentos Especiais | Rossi Amoedo e equipe                                                             | 19 |            |
| 2015 | Artesão                         | Cleison                                                                           | 20 |            |
| 2016 | Carnavalesco                    | Paulo Barros                                                                      | 21 | [ 91 ]     |
| 2016 | Compositores                    | Samir Trindade, Wanderley Monteiro, Elson Ramires, Lopita 77, Dimenor e Edmar Jr. | 22 | [ 91 ]     |
| 2016 | Desenhista                      | João Vitor Araújo                                                                 | 23 | [ 91 ]     |
| 2016 | Carpinteiro                     | Fábio Christiano do Nascimento                                                    | 24 | [ 91 ]     |
| 2016 | "Eu Sou o Samba" 2016           | Odalea Rosa Negra                                                                 | 25 | [ 91 ]     |
| 2016 | Personalidade                   | Monarco                                                                           | 26 | [ 91 ]     |
| 2018 | Passista Feminino               | Sandra Chocolayte                                                                 | 27 | [ 92 ]     |
| 2020 | Intérprete                      | Gilsinho                                                                          | 28 | [ 93 ]     |
| 2020 | Maquiador Artistico             | Vavá Torres                                                                       | 29 | [ 93 ]     |
| 2022 | Destaque de Luxo Feminino       | Marcília Lopes                                                                    | 30 | [ 94 ]     |
| 2022 | Estilista                       | Fernando Magalhães                                                                | 31 | [ 95 ]     |
| 2024 | Mestre-sala e Porta-bandeira    | Marlon Lamar e Squel Jorgea                                                       | 32 | [ 96 ]     |
| 2024 | Passista Feminino               | Any Sant’Anna                                                                     | 33 | [ 96 ]     |

## Prêmio 100% Carnaval
100% Carnaval é um prêmio virtual concedido desde 2019 às escolas de samba da primeira e da segunda divisão do carnaval carioca.
| Ano  | Categoria premiada                                 | C | Referência |
| ---- | -------------------------------------------------- | - | ---------- |
| 2022 | Ala de Baianas                                     | 1 | [ 97 ]     |
| 2022 | Conjunto de Fantasias                              | 2 | [ 97 ]     |
| 2024 | Enredo ("Um Defeito de Cor")                       | 3 | [ 98 ]     |
| 2025 | Melhor Ala ("Vou Me Encontrar Longe do Meu Lugar") | 4 | [ 99 ]     |

## Prêmio Destaques do Ano
O Prêmio Destaques do Ano é oferecido desde 2020 pelo site Carnavalesco a escolas de samba e personalidades do carnaval que se destacaram em cada ano.
| Ano  | Categoria premiada      | Referência |
| ---- | ----------------------- | ---------- |
| 2021 | Responsabilidade Social | [ 100 ]    |

## Resenha dos Sambistas
Resenha dos Sambistas é uma premiação criada em 2024, idealizada e promovida pelos diretores de carnaval Junior Escafura e Dudu Azevedo. Os premiados são indicados por diretores de carnaval e representantes dos segmentos de cada escola. Os três indicados de cada categoria recebem placas de primeiro, segundo e terceiro lugar.
| Ano  | Categorias premiadas                                                                    | Outras indicações | Referência      |
| ---- | --------------------------------------------------------------------------------------- | --- | --------------- |
| 2024 | - Enredo ("Um Defeito de Cor") - Ala de Passistas - Rainha de Bateria (Bianca Monteiro) | - Samba-enredo (terceiro lugar) - Harmonia (terceiro lugar) - Assessoria de Imprensa (terceiro lugar)                                                  | [ 102 ] [ 103 ] |
| 2025 | -                                                                                       | - Enredo (terceiro lugar) - Mestre-sala e Porta-bandeira (terceiro lugar) - Ala de Passistas (terceiro lugar) - Intérprete - Gilsinho (terceiro lugar) | [ 104 ]         |

## S@mba-Net

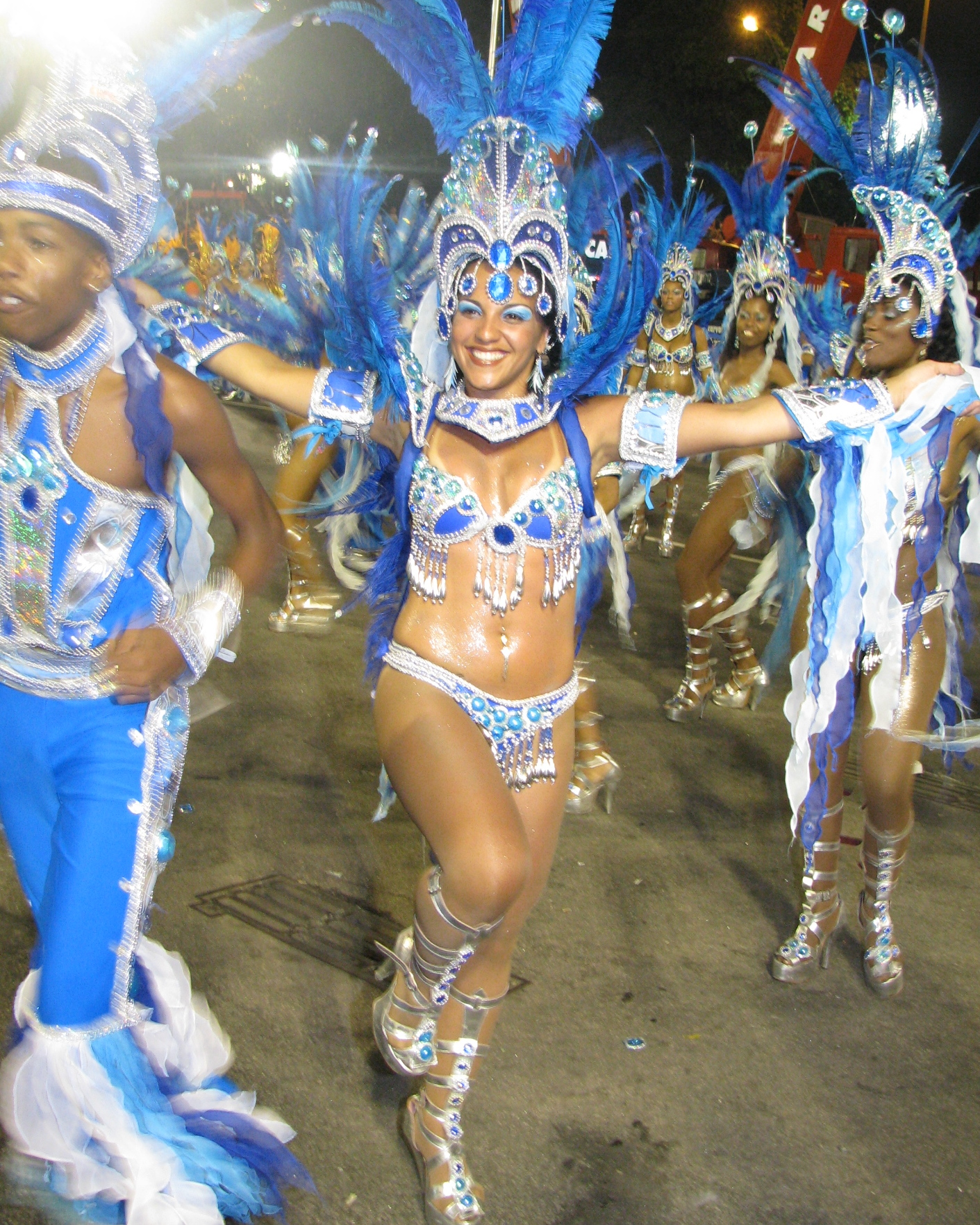
Ala de Passistas da Portela no carnaval de 2008, premiada pela S@mba-Net.

O Prêmio S@mba-Net é uma premiação concedida às escolas de samba da primeira, segunda e terceira divisões do carnaval do Rio de Janeiro. Foi idealizado pelo carnavalesco Luiz Fernando Reis e criado em 1999, ano de sua primeira edição. Os premiados são escolhidos por jornalistas que fazem a cobertura dos desfiles e pelos coordenadores do prêmio.
| Ano  | Categoria premiada                                                              | C  | Referência      |
| ---- | ------------------------------------------------------------------------------- | -- | --------------- |
| 2004 | Destaque de Luxo (Neucimar)                                                     | 1  | [ 108 ] [ 109 ] |
| 2005 | Velha Guarda                                                                    | 2  | [ 110 ]         |
| 2008 | Ala de Passistas                                                                | 3  | [ 111 ] [ 112 ] |
| 2012 | Samba-enredo ("...E o Povo na Rua Cantando... É Feito Uma Reza, Um Ritual... ") | 4  | [ 113 ] [ 114 ] |
| 2013 | Enredo ("Madureira... Onde o Meu Coração Se Deixou Levar")                      | 5  | [ 115 ]         |
| 2014 | Destaque de Luxo (Carlos Reis)                                                  | 6  | [ 116 ]         |
| 2015 | Destaque de Luxo (Carlos Reis)                                                  | 7  | [ 117 ]         |
| 2016 | Samba-enredo ("No Voo da Águia, Uma Viagem Sem Fim...")                         | 8  | [ 118 ]         |
| 2016 | Velha Guarda                                                                    | 9  | [ 118 ]         |
| 2016 | Ala de Passistas                                                                | 10 | [ 118 ]         |
| 2017 | Conjunto de Passistas                                                           | 11 | [ 119 ]         |
| 2020 | Bateria                                                                         | 12 | [ 120 ]         |
| 2020 | Intérprete (Gilsinho)                                                           | 13 | [ 120 ]         |
| 2022 | Conjunto de Fantasias                                                           | 14 | [ 121 ]         |
| 2024 | Enredo ("Um Defeito de Cor")                                                    | 15 | [ 122 ]         |

## SRzd Carnaval
O Prêmio SRzd Carnaval é uma premiação organizada e concedida pelo site SRzd à primeira, segunda e terceira divisões do carnaval carioca. De 2008 a 2011 foi realizado como "Estrela do Carnaval". A partir de 2012, passou a se chamar SRzd Carnaval. Os premiados são escolhidos por jornalistas que fazem a cobertura dos desfiles das escolas de samba.
| Ano  | Categoria premiada                                                                                        | C  | Referência |
| ---- | --- | -- | ---------- |
| 2012 | Samba-enredo ("...E o Povo na Rua Cantando... É Feito Uma Reza, Um Ritual... ")                           | 1  | [ 124 ]    |
| 2012 | Intérprete (Gilsinho)                                                                                     | 2  | [ 124 ]    |
| 2013 | Ala de Passistas                                                                                          | 3  | [ 125 ]    |
| 2014 | Melhor Escola                                                                                             | 4  | [ 126 ]    |
| 2014 | Conjunto da Obra (eleita por votação popular online)                                                      | 5  | [ 127 ]    |
| 2015 | Samba-enredo ("ImagináRIO - 450 Janeiros de Uma Cidade Surreal")                                          | 6  | [ 128 ]    |
| 2015 | Ala de Baianas                                                                                            | 7  | [ 128 ]    |
| 2015 | Melhor Escola (eleita por votação popular online)                                                         | 8  | [ 129 ]    |
| 2016 | Melhor Escola                                                                                             | 9  | [ 130 ]    |
| 2016 | Samba-enredo ("No Voo da Águia, Uma Viagem Sem Fim...")                                                   | 10 | [ 130 ]    |
| 2016 | Melhor Escola (eleita por votação popular online)                                                         | 11 | [ 131 ]    |
| 2017 | Melhor Escola                                                                                             | 12 | [ 132 ]    |
| 2017 | Ala de Passistas                                                                                          | 13 | [ 132 ]    |
| 2018 | Comunicação e Marketing (Ascom da Portela, composta por Raphael Azevedo, Paulo Renato e Vinicius Ximenes) | 14 | [ 133 ]    |
| 2019 | Bateria                                                                                                   | 15 | [ 134 ]    |
| 2022 | Mestre-sala e Porta-bandeira (Marlon Lamar e Lucinha Nobre)                                               | 16 | [ 135 ]    |

## Troféu Bateria
O Troféu Bateria é concedido por especialistas no assunto, desde 2016, às escolas de samba da primeira e da segunda divisão do carnaval carioca.
| Ano  | Categoria premiada               | C | Referência |
| ---- | -------------------------------- | - | ---------- |
| 2018 | Bateria do Povo (votação online) | 1 | [ 136 ]    |
| 2018 | Melhor paradinha (Forró)         | 2 | [ 136 ]    |
| 2018 | Baluarte (Marçalzinho)           | 3 | [ 136 ]    |
| 2022 | Baluarte (Arsênio da Cuíca)      | 4 | [ 136 ]    |

## Troféu Explosão in Samba
O Troféu Explosão in Samba é concedido pela Revista Explosão in Samba desde 2019 às escolas de samba da primeira e da segunda divisão do carnaval carioca.
| Ano  | Categoria premiada    | C | Referência |
| ---- | --------------------- | - | ---------- |
| 2020 | Intérprete (Gilsinho) | 1 | [ 137 ]    |
| 2022 | Ala de Passistas      | 2 | [ 138 ]    |
| 2024 | Bateria               | 3 | [ 139 ]    |
| 2025 | Ala de Passistas      | 4 | [ 140 ]    |

## Troféu Sambario
O Troféu Sambario é um prêmio virtual concedido pelo site especializado Sambario desde 2009 às escolas de samba dos grupos Especial e de acesso. Entre 2013 e 2017, não foi realizado, retornando na edição de 2018. Os vencedores são escolhidos através de votação interna feita entre a equipe do site Sambario, com jornalistas e integrantes de outros veículos convidados.
| Ano  | Categoria premiada                                                              | C  | Referência |
| ---- | ------------------------------------------------------------------------------- | -- | ---------- |
| 2012 | Samba-enredo ("...E o Povo na Rua Cantando... É Feito Uma Reza, Um Ritual... ") | 1  | [ 141 ]    |
| 2018 | Ala de Passistas                                                                | 2  | [ 142 ]    |
| 2019 | Porta-bandeira (Lucinha Nobre)                                                  | 3  | [ 143 ]    |
| 2020 | Ala de Baianas                                                                  | 4  | [ 144 ]    |
| 2022 | Mestre-sala e Porta-bandeira (Marlon Lamar e Lucinha Nobre)                     | 5  | [ 145 ]    |
| 2022 | Intérprete (Gilsinho)                                                           | 6  | [ 145 ]    |
| 2022 | Melhor Ala (Oxum)                                                               | 7  | [ 145 ]    |
| 2022 | Ala de Baianas                                                                  | 8  | [ 145 ]    |
| 2023 | Ala de Baianas                                                                  | 9  | [ 146 ]    |
| 2024 | Enredo ("Um Defeito de Cor")                                                    | 10 | [ 147 ]    |
| 2024 | Melhor Alegoria (Em Cada Porto, Nosso Ninho)                                    | 11 | [ 147 ]    |
| 2024 | Revelação (Antônio Gonzaga)                                                     | 12 | [ 147 ]    |
| 2025 | Ala de Baianas                                                                  | 13 | [ 148 ]    |

## Troféu Tupi Carnaval Total
O Troféu Tupi Carnaval Total é um prêmio concedido pela Super Rádio Tupi, desde 2010, às escolas de samba da primeira e segunda divisão do carnaval. Os premiados são escolhidos por jornalistas, comentaristas e repórteres que cobrem o carnaval pela Rádio Tupi. Entre 2016 e 2019 o prêmio não foi entregue, retornando na edição de 2020.
| Ano  | Categoria premiada                                                              | C  | Referência      |
| ---- | ------------------------------------------------------------------------------- | -- | --------------- |
| 2012 | Samba-Enredo ("...E o Povo na Rua Cantando... É Feito Uma Reza, Um Ritual... ") | 1  | [ 149 ]         |
| 2012 | Bateria                                                                         | 2  | [ 149 ]         |
| 2012 | Mestre-sala e Porta-bandeira (Rogerinho e Lucinha Nobre)                        | 3  | [ 149 ]         |
| 2012 | Direção de Harmonia                                                             | 4  | [ 149 ]         |
| 2013 | Bateria                                                                         | 5  | [ 150 ]         |
| 2014 | Samba-enredo ("Um Rio de Mar a Mar: Do Valongo à Glória de São Sebastião")      | 6  | [ 151 ]         |
| 2022 | Mestre-sala e Porta-bandeira (Marlon Lamar e Lucinha Nobre)                     | 7  | [ 152 ] [ 153 ] |
| 2022 | Conjunto de Fantasias                                                           | 8  | [ 152 ] [ 153 ] |
| 2022 | Melhor Ala (Ala das Damas)                                                      | 9  | [ 152 ] [ 153 ] |
| 2022 | Rainha de Bateria (Bianca Monteiro)                                             | 10 | [ 152 ] [ 153 ] |
| 2022 | Prêmio Especial (Arsênio da Cuíca)                                              | 11 | [ 154 ]         |
| 2023 | Ala de Passistas                                                                | 12 | [ 155 ]         |
| 2024 | Enredo ("Um Defeito de Cor")                                                    | 13 | [ 156 ]         |

## Prêmios extintos

### Estandarte do Povo
Estandarte do Povo foi um prêmio concedido nos anos de 1982 e 1983 às escolas de samba da primeira divisão do carnaval carioca. O prêmio foi criado e organizado pelo Jornal do Brasil e pela TVS. Os vencedores eram escolhidos através do voto popular.
| Ano  | Categoria premiada                         | Referência |
| ---- | ------------------------------------------ | ---------- |
| 1982 | Mestre-sala e Porta-bandeira (Eni e Átila) | [ 157 ]    |
| 1983 | Melhor Escola                              | [ 158 ]    |

### Gazeta do Rio
O Prêmio Gazeta do Rio foi concedido em 2022 pelo site Gazeta do Rio às escolas de samba do carnaval carioca. Os premiados foram escolhidos por jornalistas especializados, foliões e parceiros do site.
| Ano  | Categoria premiada                                          | Referência |
| ---- | ----------------------------------------------------------- | ---------- |
| 2022 | Mestre-sala e Porta-bandeira (Marlon Lamar e Lucinha Nobre) | [ 159 ]    |

### Tamborim de Ouro
O Troféu Tamborim de Ouro foi um prêmio entregue entre 1998 e 2020 à primeira e segunda divisão do carnaval do Rio de Janeiro. Era organizado e oferecido pelo Jornal O Dia. Algumas categorias tinham seus vencedores escolhidos por meio de votação popular online, enquanto outras eram votadas por um júri de jornalistas e especialistas.
| Ano  | Categoria premiada | C  | Referência |
| ---- | --- | -- | ---------- |
| 2002 | Homenagem Especial ("Campeã de Todos os Tempos")                                                                                                  | 1  | [ 162 ]    |
| 2004 | Personalidade (Dodô da Portela) | 2  | [ 163 ]    |
| 2005 | Personalidade (Tia Surica) | 3  | [ 164 ]    |
| 2006 | "Samba no Pé" Feminino (Adriana Bombom) | 4  | [ 165 ]    |
| 2007 | Ala Mirim | 5  | [ 166 ]    |
| 2008 | Enredo ("Reconstruindo a Natureza, Recriando a Vida: O Sonho Vira Realidade")                                                                     | 6  | [ 167 ]    |
| 2008 | "Samba no Pé" Masculino (Valci Pelé) | 7  | [ 167 ]    |
| 2009 | Musa da Sapucaí 2009 (Luma de Oliveira) | 8  | [ 168 ]    |
| 2009 | "Samba no Pé" Feminino (Suellen Pinto) | 9  | [ 168 ]    |
| 2011 | Prêmio especial pela superação após o incêndio nos barracões da Cidade do Samba (Portela, União da Ilha do Governador e Acadêmicos do Grande Rio) | 10 | [ 169 ]    |
| 2012 | Samba-Enredo ("...E o Povo na Rua Cantando... É Feito Uma Reza, Um Ritual... ")                                                                   | 11 | [ 170 ]    |
| 2012 | Intérprete (Gilsinho) | 12 | [ 170 ]    |
| 2013 | Enredo ("Madureira... Onde o Meu Coração Se Deixou Levar")                                                                                        | 13 | [ 171 ]    |
| 2013 | Ala Mirim (Fantasia: "Zé Carioca") | 14 | [ 171 ]    |
| 2015 | Samba-Enredo ("ImagináRIO - 450 Janeiros de Uma Cidade Surreal")                                                                                  | 15 | [ 172 ]    |
| 2016 | Conjunto de Alegorias e Adereços | 16 | [ 173 ]    |
| 2016 | Prêmio Especial (Bianca Monteiro - Rainha de Bateria)                                                                                             | 17 | [ 173 ]    |
| 2019 | Comissão Sensação | 18 | [ 174 ]    |
| 2020 | Escola de Ouro | 19 | [ 175 ]    |
| 2020 | Bateria Show | 20 | [ 175 ]    |
| 2020 | Ala de Baianas | 21 | [ 175 ]    |
| 2020 | Casal Nota 10 (Lucinha Nobre e Marlon Lamar) | 22 | [ 175 ]    |
| 2020 | A Voz da Avenida (Gilsinho) | 23 | [ 175 ]    |

### Troféu Apoteose
Troféu Apoteose foi um prêmio concedido pelo Programa Cidade do Samba, do radialista João Estevam, entre 2004 e 2014 à primeira, segunda e terceira divisões do carnaval do Rio de Janeiro.
| Ano  | Categoria premiada                                                         | C | Referência |
| ---- | -------------------------------------------------------------------------- | - | ---------- |
| 2006 | Intérprete (Gilsinho)                                                      | 1 | [ 176 ]    |
| 2013 | Ala de Baianas                                                             | 2 | [ 177 ]    |
| 2013 | Ala de Passistas                                                           | 3 | [ 177 ]    |
| 2014 | Samba-Enredo ("Um Rio de Mar a Mar: Do Valongo à Glória de São Sebastião") | 4 | [ 178 ]    |

### Troféu Natal
O Troféu Natal foi um prêmio concedido pela PROMAG Promoções e Artes Gráficas em parceria com a Rede Globo às escolas de samba do Grupo 1 de 1976. O nome do prêmio homenageia Natal da Portela, morto em 1975.
| Ano  | Categoria premiada       | Referência |
| ---- | ------------------------ | ---------- |
| 1976 | Intérprete (Clara Nunes) | [ 179 ]    |
| 1976 | Melhor Formação          | [ 179 ]    |

### Troféu Papa-Tudo - Rede Manchete
O Troféu Papa-Tudo - Rede Manchete foi um prêmio concedido pela Rede Manchete entre os anos de 1995 e 1998 às escolas de samba da primeira e segunda divisões do carnaval carioca.
| Ano  | Categoria premiada                 | Referência |
| ---- | ---------------------------------- | ---------- |
| 1998 | Samba-enredo ("Os Olhos da Noite") | [ 180 ]    |

### Troféu Rádio Manchete
Troféu Rádio Manchete foi um prêmio concedido pela Rádio Manchete às escolas do grupos Especial, Acesso A e B. Os vencedores eram escolhidos por comentaristas e repórteres de Carnaval da Rádio Manchete AM.
| Ano  | Categoria premiada    | Referência |
| ---- | --------------------- | ---------- |
| 2008 | Ala de Baianas        | [ 181 ]    |
| 2009 | Intérprete (Gilsinho) | [ 182 ]    |

### Troféu Sambista
O Troféu Sambista foi uma premiação concedida pelo Jornal do Sambista às escolas de samba dos grupos Especial, Série A e Série B entre os carnavais dos anos de 2016 e 2018.
| Ano  | Categoria premiada                       | C | Referência |
| ---- | ---------------------------------------- | - | ---------- |
| 2016 | Melhor Desfile                           | 1 | [ 183 ]    |
| 2016 | Ala de Passistas                         | 2 | [ 183 ]    |
| 2016 | "Deu Show" (Alegoria 5: "O Elo Perdido") | 3 | [ 183 ]    |
| 2017 | Melhor Desfile                           | 4 | [ 184 ]    |
| 2017 | Melhor Destaque (Carlos Reis)            | 5 | [ 184 ]    |

### Troféu Vai Dar Samba
O Troféu Vai Dar Samba foi entregue em 2018, elegendo os melhores da primeira e segunda divisões do carnaval carioca. Foi oferecido pelo programa Vai Dar Samba, da Rádio 94 FM, sob responsabilidade do jornalista Miro Ribeiro.
| Ano  | Categoria    | Referência |
| ---- | ------------ | ---------- |
| 2018 | Velha Guarda | [ 185 ]    |

### Veja Rio Carnaval
Veja Rio Carnaval foi um prêmio concedido pela Revista Veja Rio às escolas de samba do Grupos Especial nos carnavais de 2013 e 2014.
| Ano  | Categoria premiada                                                         | Referência |
| ---- | -------------------------------------------------------------------------- | ---------- |
| 2014 | Samba-enredo ("Um Rio de Mar a Mar: Do Valongo à Glória de São Sebastião") | [ 186 ]    |
| 2014 | Diretor de Bateria (Mestre Nilo Sérgio)                                    | [ 186 ]    |

## Condecorações

### Ordem do Mérito Cultural
A Ordem do Mérito Cultural (OMC) é uma ordem honorífica dada a personalidades e entidades como forma de reconhecer suas contribuições à cultura do Brasil. A Portela foi agraciada com a Ordem do Mérito Cultural em 2001, ao lado das escolas Império Serrano, Mangueira e Vila Isabel.
| Ano  | Condecoração             | Referência |
| ---- | ------------------------ | ---------- |
| 2001 | Ordem do Mérito Cultural | [ 187 ]    |

## Outros

### Cidadão Samba

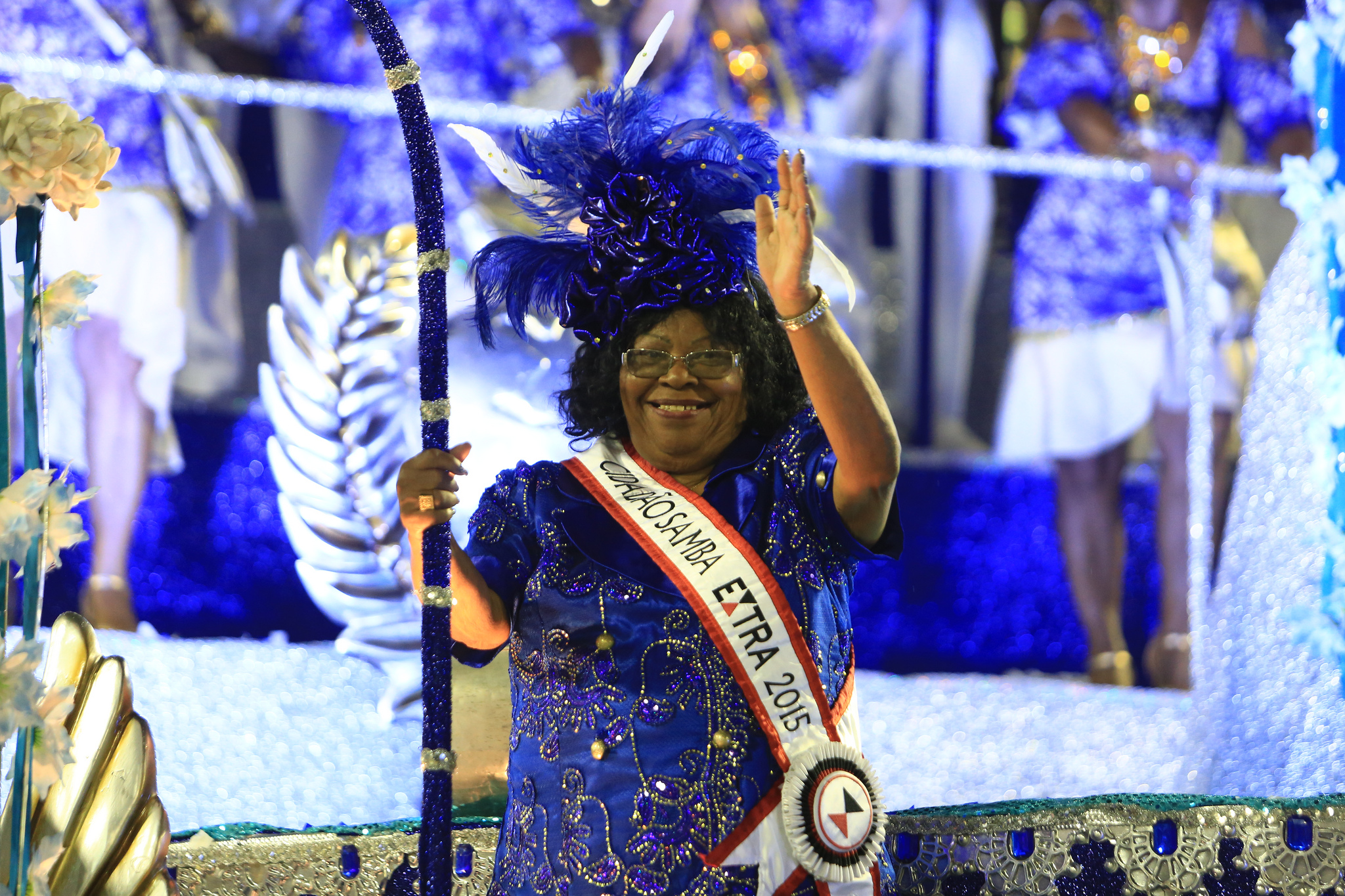
Tia Surica no desfile da Portela em 2015 com a faixa de Cidadão Samba.

Cidadão Samba foi um título concedido anualmente pela imprensa carioca a sambistas e representantes notórios das escolas de samba do Rio de Janeiro. A condecoração foi criada em 1936 pelo Jornal A Nação. Ao longo do tempo, passou por diversas fases, sendo organizado por diferentes órgãos da impressa carioca, até seu último ano, em 2017. A Portela é a escola com mais sambistas condecorados.
| Ano  | Nome                                          | Referência |
| ---- | --------------------------------------------- | ---------- |
| 1937 | Paulo Benjamim de Oliveira (Paulo da Portela) | [ 189 ]    |
| 1968 | Zé Keti                                       | [ 189 ]    |
| 1970 | Silvinho da Portela                           | [ 189 ]    |
| 1975 | Antonio Rufino dos Santos                     | [ 189 ]    |
| 1979 | Alvaiade                                      | [ 189 ]    |
| 1980 | Paulo Miranda                                 | [ 189 ]    |
| 1982 | Mestre Marçal                                 | [ 189 ]    |
| 1983 | Velha da Portela                              | [ 189 ]    |
| 1993 | Elson Gomes da Silva (Macula)                 | [ 189 ]    |
| 2015 | Tia Surica                                    | [ 190 ]    |
| 2016 | Vilma Nascimento                              | [ 191 ]    |